# Путиловский автовокзал
Путиловский автовокзал — в прошлом, один из автовокзалов Донецка, находился в Киевском районе, на севере города.
В мае 2011 года автовокзал «Путиловский» заменен автовокзалом Западный на Красноармейском шоссе, 1. На территории автовокзала был построен новый терминал международного аэропорта «Донецк» для vip-пассажиров.

## Сообщение
С данного автовокзала отправлялись автобусы в северном направлении Донецкой области, а также в Киев, Харьков, Кропивницкий, Луганск, Каменец-Подольский, Днепр, Умань, Запорожье и другие города Украины.

## Контакты
- адрес: г.Донецк, ул. Взлетная, 1
- телефоны: (062) 312-07-29, (062) 312-05-09